# Блощинська волость
Блощинська волость (Блощинецька) — історична адміністративно-територіальна одиниця Васильківського повіту Київської губернії з центром у селі Блощинці.

## Склад
Станом на 1861 рік до складу волості входили с. Блощинці, д. Томилівка, д. Чепилівка, с. Острійки, с. Сухоліси, д. Новоянів, д. Слупів, д. Молодецьке, д. Пугачівка, д. Троцьке.
Станом на 1886 рік складалася з 12 поселень, 12 сільських громад. Населення — 11279 осіб (5572 чоловічої статі та 5707 — жіночої), 1321 дворове господарство.
|                     | Площа, десятин | У тому числі орної, дес. |
| ------------------- | -------------- | ------------------------ |
| Сільських громад    | 10250          | 8453                     |
| Приватної власності | 9434           | 2365                     |
| Казенної власності  | 9963           | 5415                     |
| Іншої власності     | 484            | 263                      |
| Загалом             | 30131          | 16496                    |

Основні поселення волості:
- Блощинці — колишнє власницьке село при річці Узин, 657 осіб, 75 дворів, православна церква, вітряний млин. За 4 версти — кінний завод.
- Антонівка (Рейментарщина) — колишнє власницьке село, 1076 осіб, 135 дворів, православна церква, школа, постоялий будинок, 5 вітряних млинів.
- Олійникова Слобода — колишнє власницьке село при річці Вирвохвіст, 891 особа, 128 двори, православна церква, школа, 7 вітряних млинів.
- Острійки — колишнє власницьке село при річці Узин, 1156 осіб, 160 дворів, православна церква, 2 постоялих будинки, 4 вітряних млини.
- Сухоліси — колишнє власницьке село, 605 осіб, 71 двір, православна церква, школа, постоялий будинок.
- Узин (Темберщина) — колишнє власницьке село при річці Узин, 1997 осіб, 280 дворів, православна церква, постоялий будинок, 2 лавки, 5 вітряних млинів.
- Чепиліївка — колишнє власницьке село при річці Узин, 406 осіб, 27 дворів, школа, 2 постоялих будинки, водяний і вітряних млини.
- Янківка (Лопатинщина) — колишнє власницьке село, 1836 осіб, 254 двори, православна церква, школа, 2 постоялих будинки.

Старшинами волості були:
- 1912—1913 роках — Моісей Йосипович Уласенко[3],[4],[5].